# Jacques Cathelineau
Jacques Cathelineau (5. ledna 1759, Pin-en-Mauges – 14. července 1793, Saint-Florent-le-Vieil) byl francouzský roajalistický generál období Velké francouzské revoluce, působil ve Vendée.

## Životopis
Jacques Cathelineau pocházel z Pin-en-Mauges v departementu Maine-et-Loire. Na začátku Velké francouzské revoluce byl Cathelineau podomním obchodníkem vlnou.
Po nařízení Národního konventu o rozsáhlých odvodech (12. března 1793) došlo u Saint-Florent-le-Vieil ke srážkám mezi roajalisty a republikány. Cathelineau shromáždil skupinu, která se postavila republikánům na odpor a obsadila městečko Jalais. Když se vzpoura rozšířila i do širokého okolí, Cathelineau dal svou skupinu povstalcům k dispozici a podřídil se velení Bonchampa a d'Elbese. Po obsazení Saumuru 13. června 1793 byl Cathelineau, který si zatím vydobyl znamenitou pověst, zvolen velícím generálem. Okamžitě se rozhodl k útoku na Nantes. Armádou čítající 80 000 mužů a dalšími oddíly 30 000 mužů z Poitou vytáhl proti městu. Útok skončil 29. června 1793 rozprášením povstalců. Cathelineau byl při boji smrtelně raněn a transportován do St. Florent. Tam zemřel na následky zranění 14. července 1793.